# Bang Bang Bang (Selena Gomez & the Scene)
Bang Bang Bang è un brano musicale di Tracy Chapman e della band statunitense Selena Gomez & the Scene, estratto come primo singolo promozionale dal loro terzo album When the Sun Goes Down. È stato pubblicato il 7 giugno 2011, esclusivamente su iTunes da Hollywood Records.
Il brano è stato scritto da Selena Gomez, Toby Gad, Priscilla Renea e Meleni Meleni. Il 28 maggio 2011 Selena Gomez ha svelato la copertina del singolo sul suo account twitter e ha pubblicato una première di pochi secondi della canzone pochi giorni dopo.

## Critica
Bill Lamb di About.com ha detto della canzone: "Le parole che respingono un ex fidanzato in favore di uno che ha più stile sono cantate lungo una musica synthpop rétro che ricorda il singolo di debutto di La Roux, Bulletproof. Questo sembra essere uno dei singoli più affermati di Selena Gomez finora e della sua band the Scene." Ha poi aggiunto che Bang Bang Bang sarebbe un'ottima candidata ad essere la quinta top forty consecutiva per la band negli Stati Uniti.
Chris Maher di PopCrush ha valutato la canzone con tre stelle su cinque, affermando: "Per quelli che non sono ancora fan di Selena Gomez, il ritmo di Bang Bang Bang potrebbe sembrare un po' monotono, come del resto la voce della cantante. Inoltre, per una ragazza che ha al seguito una band composta da quattro persone, la musica sembra essere deludente. In ogni caso, Bang Bang Bang è una traccia divertente e impertinente che piacerà sicuramente a tutti i fan del teen pop."
Jarett Wieselman del New York Post ha scritto una recensione positiva sulla canzone, definendola "una traccia dal sensazionale sound synthpop, dall'adorabile testo accompagnato da un ritmo orecchiabile." Wieselman ha aggiunto: "Questo brano diventerà un tormentone estivo e una delle canzoni più notevoli di quest'anno."

## Tracce
Download digitale
1. Bang Bang Bang – 3:14

## Classifiche
| Classifica (2011) | Posizione massima |
| ----------------- | ----------------- |
| Canada            | 96                |
| Stati Uniti       | 94                |